# Islote Blanco
Islote Blanco är en ö i Argentina.   Den ligger i provinsen Eldslandet, i den södra delen av landet, 2 400 km söder om huvudstaden Buenos Aires.
Terrängen på Islote Blanco är mycket platt. Öns högsta punkt är 4 meter över havet.